# Konjakknölkalla
Konjakknölkalla (Amorphophallus konjac) är en kallaväxtart som beskrevs av Karl Heinrich Koch. Konjakknölkalla ingår i släktet Amorphophallus och familjen kallaväxter. Inga underarter finns listade. Löven som kan bli 1,3 meter långa delas i många små lövverk, konjakknölkalla är perenner och odlas kommersiellt.  Bären är äggformade och mognar gradvis från topp till botten, och färgen ändras från grönt till (mörkt)rött och sedan till lila-blått. Fruktperiod från augusti till september. Under höst-vinter kan knölarna vila uppemot 250 dagar, men växten tål kyla dåligt.

## Reproduktion
Artens ursprungliga utbredningsområde ligger antagligen i Indien och Sri Lanka men den har fått en stor spridning över tropiska delar av Asien.

## Kulinarisk användning
Knölen är i rått tillstånd giftig men efter bearbetning kan den ätas. Rotknölarna tas upp, krossas och blandas med kalkvatten eller natriumkarbonat, får koka och sedan torkas. Den metoden uppfanns av Toemon Nakajima (1745-1825) och löser problemet med oxalsyra. 
En variant är att knölen torkas innan den kokas en lång tid. Stärkelsen som utvinns från knölen förekommer i handeln som en gel och den används i den traditionella asiatiska medicinen samt i matlagning (det japanska ordet är konnyaku). 1846 utgavs på japanska boken Konnyaku Hyakusen (Etthundra recept på Konnyaku) vilket demonstrerar dess kulinariska popularitet. Den ingår bland annat i shiratakinudlar och koreas muk. En relativt stor andel av växten utgörs av glukomannan, vilket bland annat medför att den riskerar att fastna i halsen med ibland dödlig utgång för barn. "Konjac-lim" användes under en period i japanska paraplyer.

## Bildgalleri

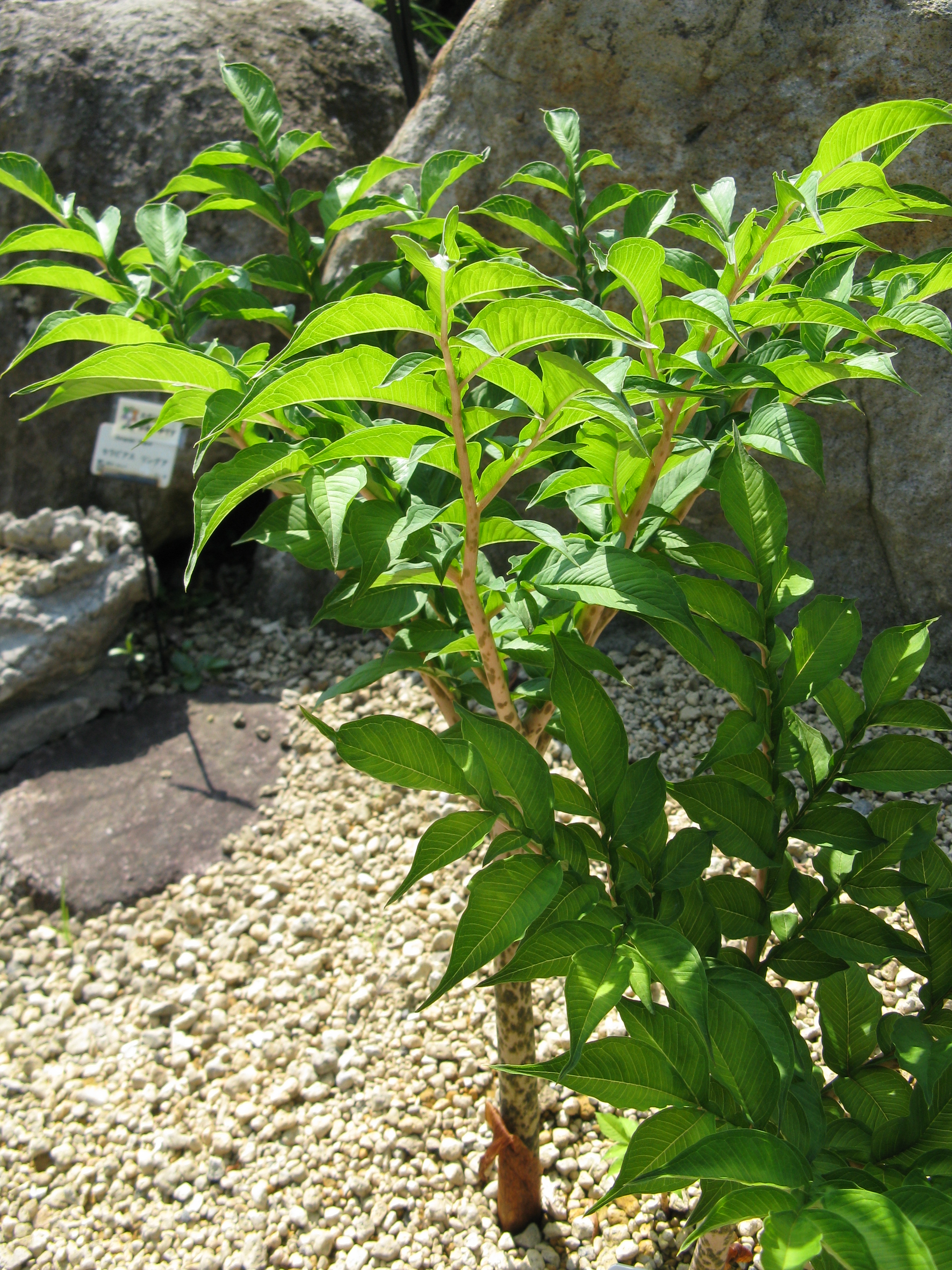
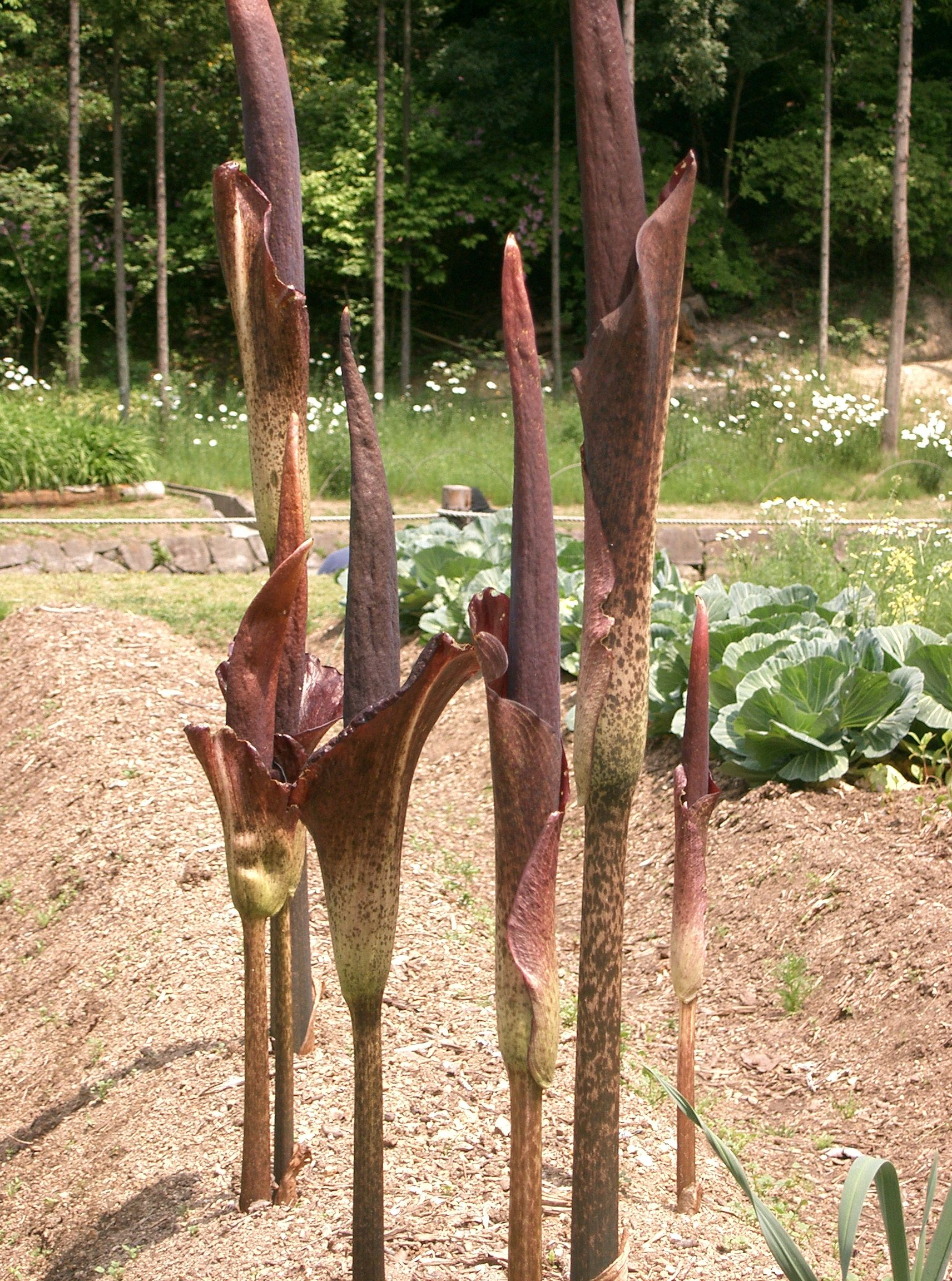
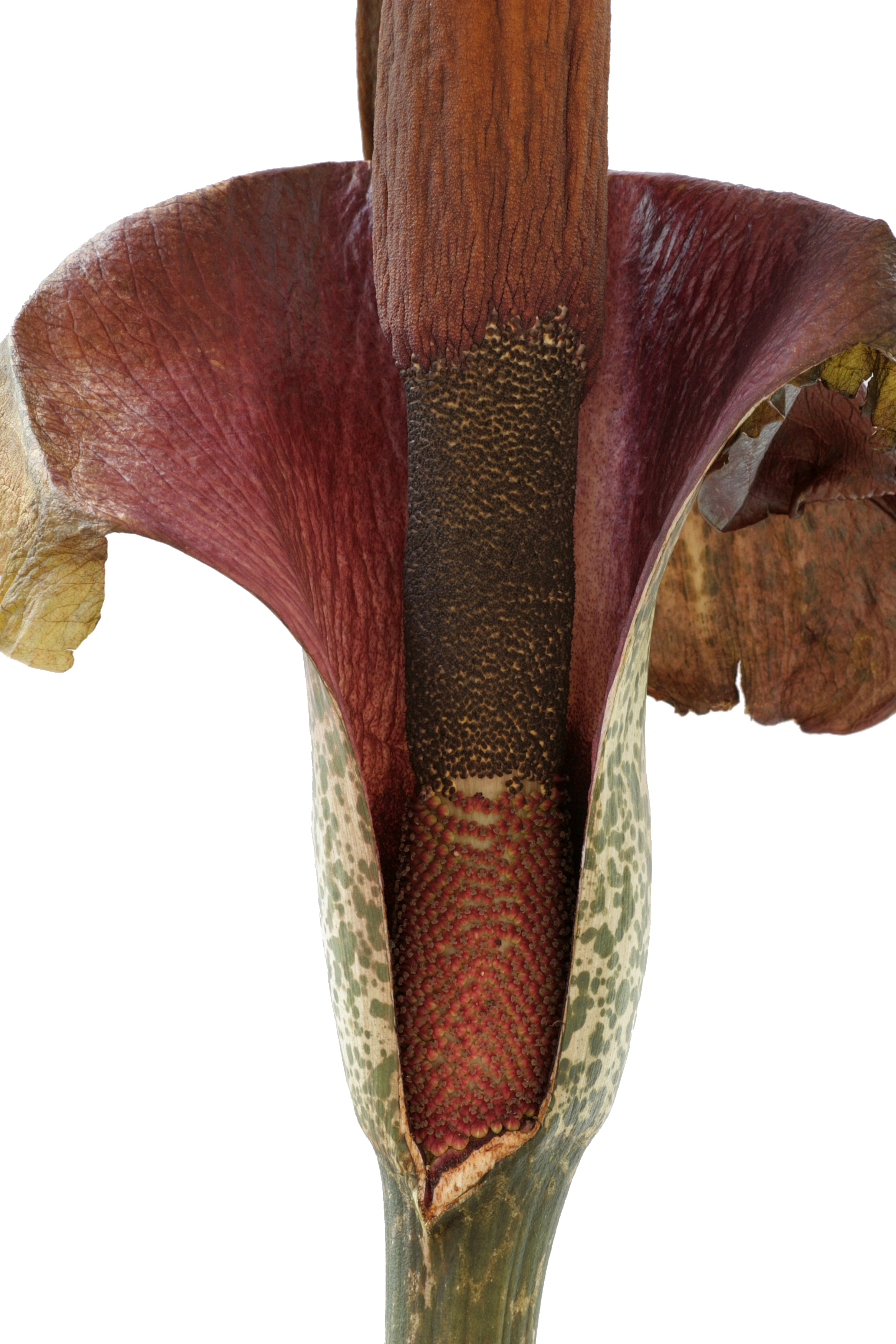
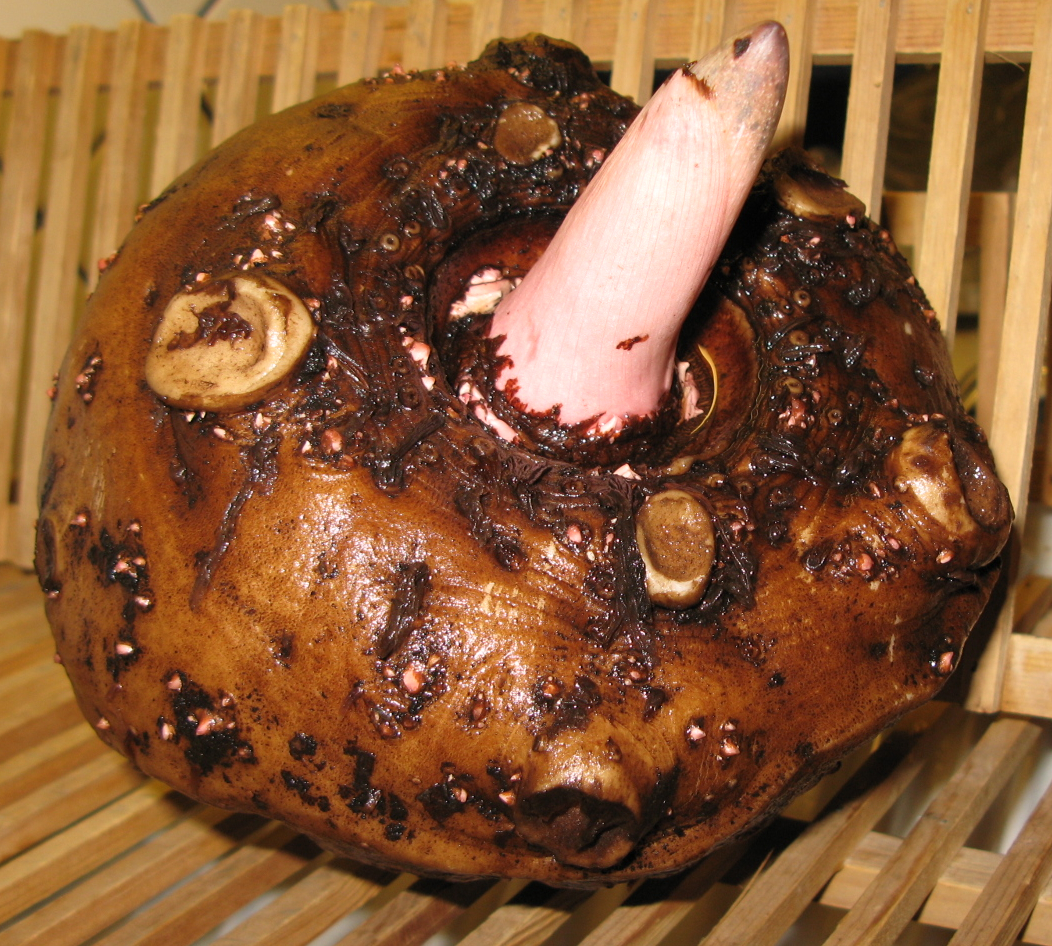
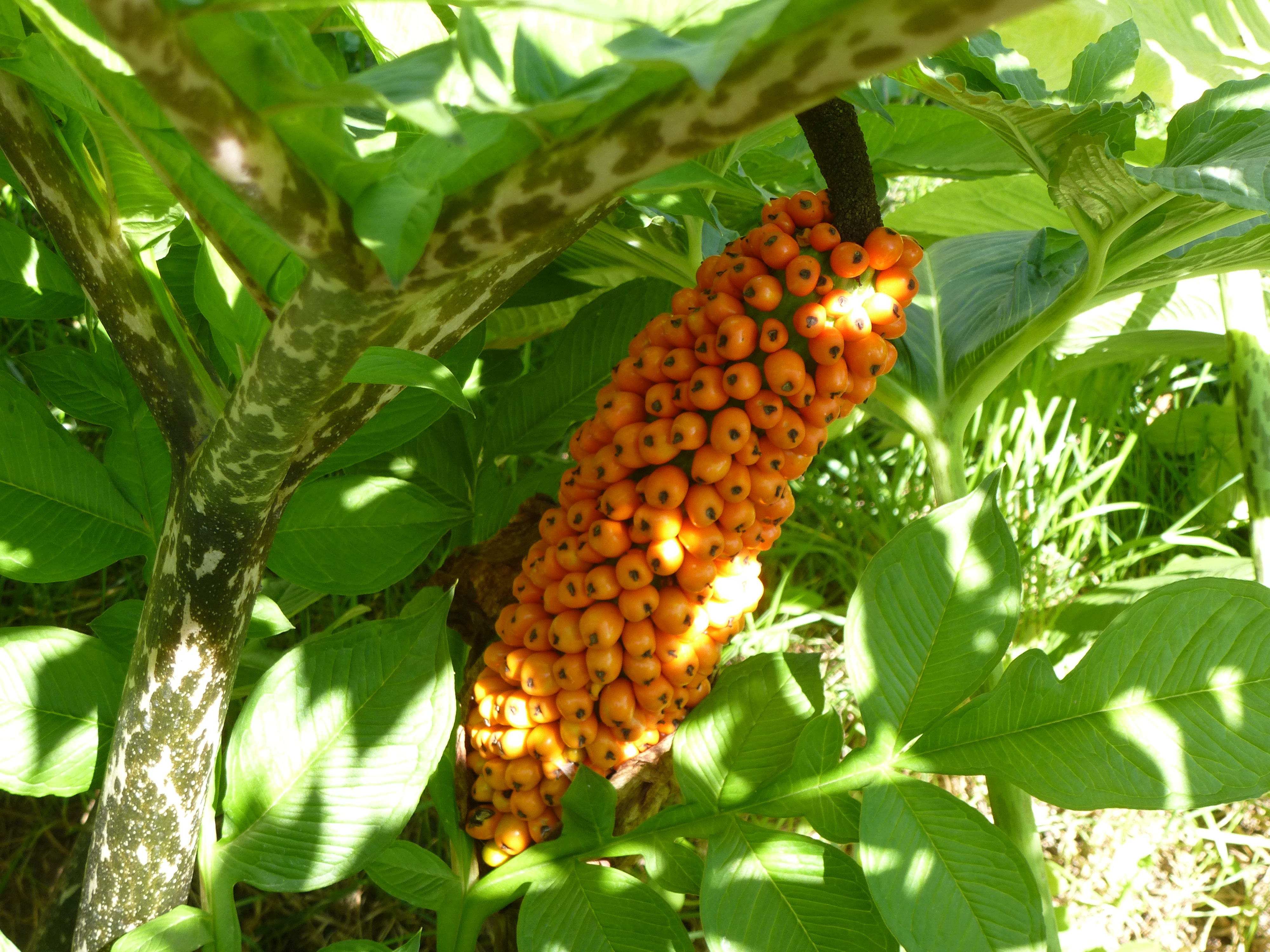
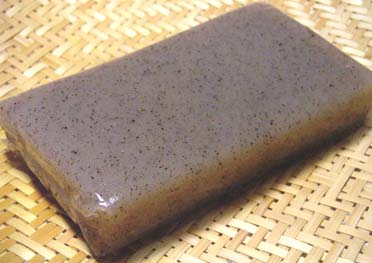
Block med gel.